# Aluminiumhydroxyoxide
Aluminiumhydroxideoxide, of aluminiumoxyhydroxide, {\displaystyle {\ce {AlO(OH)}}} is een anorganische verbinding die voorkomt in twee goed gedefinieerde kristallijne fasen, de mineralen böhmiet en diaspoor. Deze mineralen zijn belangrijke bestanddelen van het aluminiumerts bauxiet.

## Toepassingen
Aluminiumhydroxideoxide kan als vlamvertrager toegepast worden.

## Gerelateerde stoffen en mineralen
In onderstaande lijst is een samenvatting gegeven van de oxides, hydroxideoxides en hydroxides van aluminium:
- aluminiumoxides
  - corundum ({\displaystyle {\ce {Al2O3}}})
- Aluminiumhydroxyoxide
  - diaspoor (α-{\displaystyle {\ce {AlO(OH)}}})
  - böhmiet of boehmiet (γ-{\displaystyle {\ce {AlO(OH)}}})
  - akdalaiet of tohdiet ({\displaystyle {\ce {5Al2O3.H2O}}}) (vroeger heeft dit de molecuulformule {\displaystyle {\ce {4Al2O3.H2O}}} toegekend gekregen)
- aluminiumhydroxides
  - gibbsiet, hydrargilliet of hydrargylliet (vaak krijgt dit de structuur van γ-{\displaystyle {\ce {Al(OH)3}}}, maar soms α-{\displaystyle {\ce {Al(OH)3}}},[5]
  - bayeriet (vaak als α-{\displaystyle {\ce {Al(OH)3}}}, maar soms als β-{\displaystyle {\ce {Al(OH)3}}} beschreven)
  - doyleiet
  - nordstrandiet